# Pasirbaru (Pagelaran)
Pasirbaru is een bestuurslaag in het regentschap Cianjur van de provincie West-Java, Indonesië. Pasirbaru telt 6783 inwoners (volkstelling 2010).